# ОШ „Петар Тасић” Лешница
ОШ „Петар Тасић” основна школа у Лешници. Уз матичну школу у Лешници, настава се изводи и у издвојеним оделењима у Новом Селу, Чокешини, Доњем Добрићу и Стражи.

## Опште информације
Основна школа „Петар Тасић“ у Лешници, налази се на путу Лозница-Београд, између Шапца и Лознице и удаљена је од Београда 127 километара.

## Историјат
Школа у Лешници почела је са радом далеке 1838. године и њен први учитељ био је Сава Поповић. Током 1850. године у школу је дошао учитељ Милан Ђ. Милићевић, познати историчар и књижевник. Он је те године у школу уписао 32 ученика, а међу њима и две ученице. Школа је тада радила у једној соби среске канцеларије, а пошто је број ученика био у порасту, 1870. године изграђена је мања школска зграда у којој је била и учионица за женску децу (22 ученице). Све већи број ученика наметао је организовање наставе по приватним кућама. Велепоседница и позната Лешничка добротворка Стака Пејић, поклонила је 12.000 динара за градњу нове школе са 4 простране учионице, која је завршена 1900. године. Школа је те године имала 135 ђака и два учитеља.

## Галерија
- Издвојено оделење у Чокешини
- Издвојено оделење у Чокешини